# Бюст А. С. Пушкина (Каховка)
Бюст Александра Сергеевича Пушкина — бюст установленный в честь поэта Александра Сергеевича Пушкина в 1937 году городе Каховка, находящимся на территории Херсонской области Украины. Располагается в Пушкинском сквере, вблизи перекрёстка улиц Пушкина и Панкеевской. Создан скульптором Владимиром Николаевичем Домогацким.
Является одним из старейших памятников города.

## Описание
Александр Сергеевич Пушкин был проездом в Каховке дважды в 1820 году. В те времена за создание стихов и эпиграмм против царя и его приближённых поэта выслали из Петербурга. На Панкеевской улице, которая ранее носила название Почтовая, располагалась Почтовая станция, на территории которой путешественники осуществляли замену лошадей. Впервые поэт оказался в городе в мае 1820 года, во время своей поездки вместе с семьёй героя Отечественной войны 1812 года Николая Николаевича Раевского из Екатеринослава (ныне Днепра) в Крым и на Кавказ. Второй раз Пушкин оказался в Каховке в августе того же года. Александр Сергеевич следовал в Кишинёв, где он должен был отбыть ссылку.
Бюст был установлен к 100-летней годовщине гибели Пушкина в 1937 году с надписью «А. С. Пушкину от граждан Каховки» на улице Ленина, переименованной впоследствии в улицу Пушкина. Создан Владимиром Николаевичем Домогацким. Местоположение памятника и сквера было выбрано по причине близкого нахождения к Почтовой станции.
В течение 60-х годов XX века бюст был несколько раз перемещён в пределах сквера. Ввиду сооружения обелиска в честь погибших заводчан во время Великой Отечественной войны, в 1973 году памятник был окончательно перенесён. С тех пор он располагается вблизи перекрёстка улиц Пушкина и Панкеевской.
Несмотря на снос памятников Пушкину, происходящий в 2022 году на Украине, данный бюст уцелел, так как располагается на территории, оккупированной российскими войсками в ходе вторжения России в Украину.